# Hotel Erzherzog Rainer

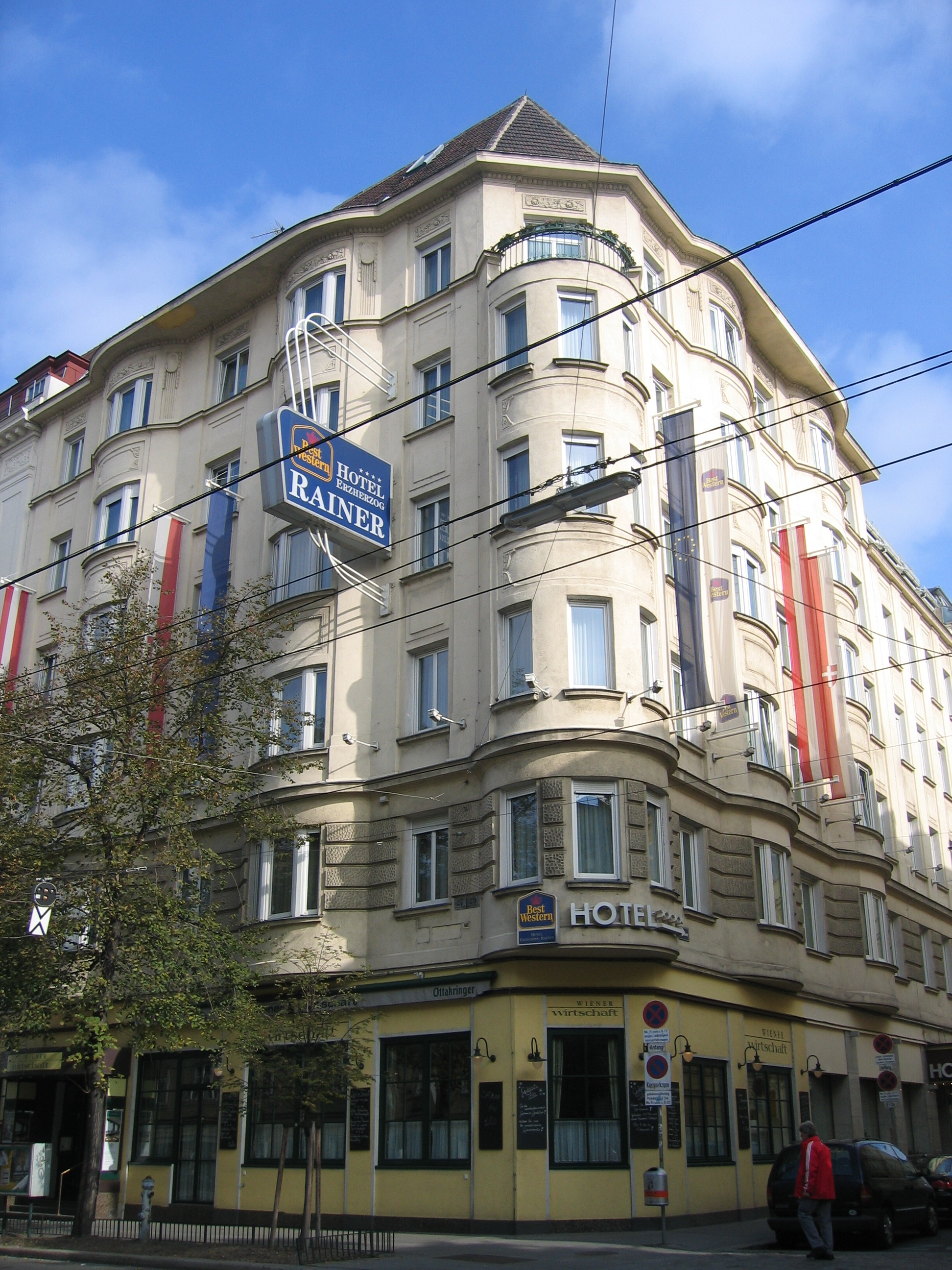
Hotel Erzherzog Rainer

Das Hotel Erzherzog Rainer ist ein Vier-Sterne-Hotel im 4. Wiener Gemeindebezirk Wieden.

## Geschichte
Das Hotel wurde durch den k.u.k. Hoflieferanten für Bilderrahmen Leopold Nedomansky, der sich damit aufs Hotelgewerbe verlegte, gegründet. Der Standort Wiedner Hauptstraße schien ihm durch die Nähe zu Karlsplatz und Staatsoper ideal. Das Gebäude wurde 1912 nach Entwürfen der Architekten Hans Glaser, Karl Scheffel und Alfred Kraupa errichtet, die Eröffnung wurde 1913 gefeiert.
In einer Urkunde, die im Original in der Hotelhalle zu sehen ist, erlaubte der Durchlauchtigste Herr Erzherzog Rainer dem Hotel, seinen Namen zu tragen.
In den 1920er Jahren hatte das Hotel viele prominente Gäste. Sein Restaurant „Rainer Diele“ galt damals als Treffpunkt der Wiener Society.
Nach einer bewegten Kriegszeit, in der ein Bombeneinschlag 1945 das Haus teilweise beschädigte, diente das Hotel unter anderem als Quartier für russische Offiziere. In der Nachkriegszeit kamen bald wieder Gäste aus aller Welt, wie Theodor Körner, Carl Orff, Toni Sailer und Thomas Mann.
In den 1970er und 1980er Jahren war der damalige Besitzer, Peter Nedomansky, auch als Interessenvertreter der Wiener Tourismusbranche aktiv. Damals erhielt das Gassenlokal des Hotels den Namen Wiener Wirtschaft.
Im Jahr 1994 übernahm die Hotelgruppe der Familie Schick (siehe Hotel Stefanie) das Hotel Erzherzog Rainer.